# Morgenlicht
Koncz Zsuzsa  nyugaton felvett első nagylemeze. A Bécs melletti Powersound Factory stúdióban felvett lemezen Koncz Zsuzsa elsősorban bécsi dalokat énekel. A zeneszerző és kísérő Wolfgang Ambros és zenekara, valamint az N1 vom Wienerwald ismertek voltak mind Ausztriában, mind Németországban. Két magyar eredetű dal is szerepel a lemezen: Miért hagytuk, hogy így legyen, és Kárpáthyék lánya.

## Az album dalai
1. Morgenlicht (G. Dzikowski – G. Dzikowski) 3:39
2. Es ist nicht zu spät (P. Koller – G. Dzikowski – H. Novak – W. Ambros) 3:14
3. Wo ist die Zeit (Jules Shear – Jules Shear – H.Novak) 4:14
4. Einsamkeit (W. Ambros – W. Ambros) 3:53
5. Pech für dich (P. Koller – H. Novak) 3:39
6. Tote Helden helfen nicht (Illés Lajos – Bródy János – H. Novak) 3:10
7. Ich glaube (P. Koller – J. Pomeissl) 3:18
8. Glückliche Nacht (W. Ambros – W. Ambros – H. Novak) 3:38
9. Ein kleines stück Papier (Szörényi Szabolcs – Bródy János – W. Ambros – H. Novak) 4:52
10. Lieber Freund, das war einmal (G. Dzikowski – H. Novak – J. Prokopetz) 3:06

## Külső hivatkozások
- Információk Koncz Zsuzsa honlapján